# Антонова, Нина Васильевна
Нина Васильевна Антонова (род. 2 декабря 1935, Бакалы, Башкирская АССР) — советская и украинская актриса. Заслуженная артистка Украинской ССР (1980). Народная артистка Украины (2021).

## Биография
Родилась 2 декабря 1935 года в селе Бакалы Башкирской АССР. Мать работала на мясоперерабатывающем заводе, отец был режиссёром. В 1941 году, когда началась Великая Отечественная война, семья переехала в Москву.
В 1958 году окончила Московское театральное училище имени Б. В. Щукина.
В 1958—1963 годах — актриса киностудии «Ленфильм».
С 1964 года — актриса Киевской киностудии имени А. П. Довженко.

Выйдя замуж за кинорежиссёра Анатолия Буковского, снялась во многих его картинах. В дальнейшем также работала со своим сыном, кинорежиссёром Сергеем Буковским. Документальная лента «Главная роль», снятая Буковским-младшим об Антоновой, получила широкое признание — в частности, на Одесском международном кинофестивале Антонова получила за участие в ней премию «Золотой Дюк» как лучшая актриса года в национальной конкурсной программе.

## Фильмография
- 1958 — Военная тайна — Натка Шагалова
- 1959 — Неоплаченный долг — Леля Конюшкова
- 1961 — За двумя зайцами — служанка
- 1962 — Среди добрых людей — Ярошко
- 1964 — Сумка, полная сердец — учительница Луиза Калашникова
- 1965 — Нет неизвестных солдат — Галя, жена Чумака
- 1966 — Бурьян — Христя Мотузка
- 1969 — Варькина земля — Варя Кравец
- 1971 — Лада из страны берендеев — принцесса Маггот
- 1974 — Голубой патруль — мать Толи Симагина
- 1975 — Вы Петьку не видели? — мама Солнышка
- 1976 — Аты-баты, шли солдаты — Люся, буфетчица
- 1978 — Подпольный обком действует — Мария Филипповна Бесараб
- 1979 — Вижу цель — Варвара Николаевна Клокова, жена подполковника
- 1983 — Провал операции «Большая Медведица» — учительница Мария Григорьевна Шевчук
- 1984 — Володькина жизнь — Екатерина Плесова
- 1986 — Обвиняется свадьба — мама Светы
- 1987 — Возвращение — Екатерина Васильевна Рогачёва
- 1987 — Исполнить всякую правду — Зинаида Дмитриевна Зимина
- 1989 — Зелёный огонь козы — бабушка
- 1991 — Личное оружие — Наталья Валерьяновна Разинская, председатель облисполкома
- 1992 — Игра всерьёз — Степанида
- 1995 — Осторожно! Красная ртуть! — соседка
- 1997 — Святое семейство
- 2006 — Мосты сердечные — баба Зоя
- 2010 — Когда на юг улетят журавли… — Баба Катя, фельдшер
- 2011 — Баллада о бомбере — бабушка в деревне Мартыновка
- 2013 — Чёрные кошки — баба Ганя, медсестра
- 2013 — Нюхач — жительница деревни Зуевка
- 2014 — Поддубный — пожилая санитарка
- 2017 — In Zeiten des abnehmenden Lichts (Дни убывающего света) — Надежда Ивановна
- 2017 — Пёс[3] — бабушка Максима Максимова, Клавдия Семёновна